# 水里鄉
水里鄉（臺灣客家語四縣腔：suiˋ liˊ hiongˊ；海陸腔：shuiˊ liˋ hiongˋ；大埔腔：shui^ li+ hiong+），舊稱「水裡坑」:25，位於臺灣南投縣中部偏西南，北鄰國姓鄉，西鄰中寮鄉、集集鎮、鹿谷鄉，東北鄰魚池鄉，東與南接信義鄉。
水里鄉原屬集集鎮的一部份，1950年由集集鎮分出設立「水裡鄉」，後於1966年改名為「水里鄉」迄今。1970年代的水里鄉曾因伐木業的興盛，而有「小臺北」之稱譽。

## 歷史
水里鄉昔屬水沙連番界，原是臺灣原住民族聚居之所，布農語稱。其在台灣的發展較晚，與台灣西部或北部濱海地區相較之下，屬於晚開發之年輕城鎮。水里鄉舊稱「水裡坑」。清光緒十三年（1877年），隸屬臺灣府埔里社廳埔里社堡，平地漢民陳世傳來此狩獵，經原住民之允許，得在此居住墾殖，定居於水沙連番界（今頂崁村）從事農業開墾。從此開啟漢人遷居水里鄉的第一步。日治時代，曾有新竹人前來調查當地的樟腦事業，因此地適合墾殖，而引起平地居民陸續加入經營樟腦事業，使得當地漢人日益增加。目前水里地區仍保留一些木材的加工廠，如車埕的振昌木場（林班道商圈）等，皆是日治時代保留下來的歷史建築物，仍保有其特殊風貌。由於當時水里地區氣溫寒冷，水量充沛，故取名「水裡坑」，此乃水里一名最初之由來。
1895年4月17日，清朝在甲午戰爭中戰敗，簽訂馬關條約，並將臺灣與澎湖割讓給日本；7月28日，水里地區隸屬新成立的埔里社民政支廳。1896年11月，臺灣總督府在水里設置集集憲兵屯所。1897年，水里改隸臺中縣集集辦務署。1899年2月，集集辦務署改為集集支廳，由南投辦務署所轄。1901年，水里改隸南投廳集集支廳集集庄。1903年，集集庄改為集集區。1908年，將原屬五城區的拔社埔庄以及羌仔寮區的牛轀轆庄、龜仔頭庄等地，劃歸集集區管轄。1920年10月1日，臺灣總督府實施地方制度改革，將臺灣十二廳改為五州二廳，集集區改為集集庄，屬臺中州新高郡，並劃入原屬濁水區的隘寮，而龜仔頭與牛轀轆等二庄則移歸竹山郡鹿谷庄管轄。1940年6月7日，集集庄升格為集集街；11月1日，集集街劃入原為蕃地的郡坑社（今水里鄉新山村、郡坑村、上安村）。
1909年，由於日軍為開發山地資源，而開闢道路由名間經水、頭社、魚池至埔里，並置設糖廠，鼓勵人們種植甘蔗，以致平地人遽增，使得原住民受到漢人之壓迫，於是逐漸遷居水里、信義一帶。至1921年，日人於日月潭興建水力發電廠。昭和6年（1931年）接著興建日月潭第二發電所（今明潭發電廠鉅工分廠），工商雲集，人口成長，地方日益繁榮。
1945年10月25日，臺灣由中華民國接管；12月25日，臺灣分八縣九省轄市，行政區劃改為縣、區、鄉鎮，隸屬臺中縣玉山區集集鎮:17。1950年1月，水裡立鄉，與集集鎮分治；9月，全臺分十六縣、五省轄市；10月21日，南投立縣，與臺中縣分治，水裡鄉改隸南投縣。1966年8月1日，水裡鄉改名「水里鄉」:18。戰後以來水里鄉境內村數歷經數次變更，至1982年起，水里鄉共轄19個村。

## 地理

### 地形
水里鄉位於南投縣中部，地處入山要衝之上，東北接魚池鄉，東與東南鄰信義鄉，西臨中寮鄉、集集鎮與鹿谷鄉，北毗國姓鄉。行政區域南北最長處約20.5公里，東西最寬處約12.5公里。全鄉海拔高度介於243至1,266公尺之間，地形上為狹長谷地，平坦的腹地則為甚少，而境內平坦的腹地多為溪河兩岸之河階平台以及沖積扇:48－49。

### 水文

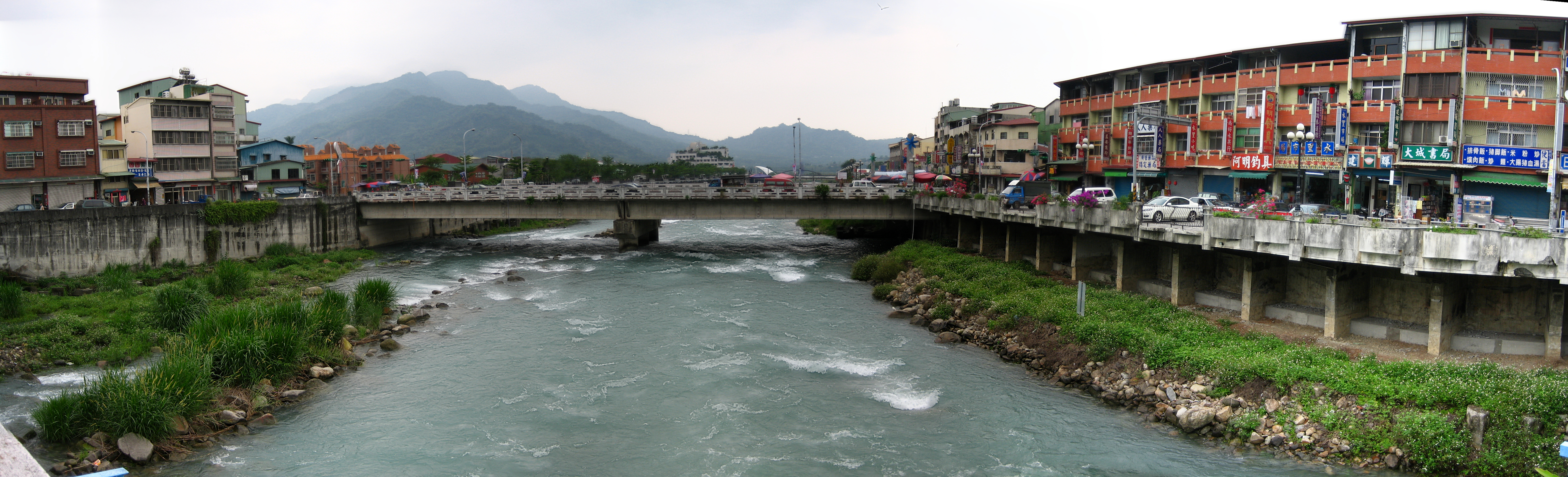
水里溪流經水里市區一景

水里鄉境內有濁水溪、水里溪、陳有蘭溪等三條主要溪流:50－52。
濁水溪的主流發源於合歡山及其東峰的佐久間（或稱「武嶺」）南鞍處，主流長約186.6公里，是臺灣流域最長的溪流，其於仁愛鄉的廬山匯流塔羅灣溪、馬赫坡溪，萬大水庫合流萬大溪，在信義鄉境內匯集卡社溪、丹大溪等支流後，即流入水里鄉，並於水里鄉頂崁村龍神橋附近納入其主支流陳有蘭溪，以及玉山國家公園管理處附近匯流水里溪:50。
水里溪發源於埔里鎮成功里三角崙:50、52。流經蓮花池林業試驗所之上游段稱為「火培溪」，魚池鄉五城村至水里鄉新興村之間則稱為「合坑溪」，在水里鄉新興村車坪崙一帶合流鹿寮坑溪後，始稱「水里溪」:52。水里溪流經石觀音後分別先後流入明湖水庫與明潭水庫，並貫穿水里市區，最後於玉山國家公園管理處附近匯入濁水溪:50、52。
陳有蘭溪發源於玉山北麓的金門峒斷崖，是影響水里鄉最多的溪流，該溪流的流域狹長，為典型的山地形流域，向源侵蝕作用極為強烈，河川襲奪的情形明顯:50－51。陳有蘭溪的主流坡降為6.1%，而六成以上的支流坡降均在20%以上:50。水里鄉境內的上安村、郡坑村、新山村、興隆村、永興村、玉峰村等地的農牧用地，皆是由陳有蘭溪長期挾帶的泥沙沖積而成:51。

### 氣候
水里鄉終年氣候宜人，根據臺大實驗林水里營林區提供的1941年至2004年水里鄉氣候資料顯示，水里鄉的年均溫約為攝氏22.2度，各月均溫最高為7月的26.5度，最低為1月的16.3度；年平均降雨量約為2,128毫米，並集中在5月至8月間，各月降雨量最多為6月的408.1毫米，最少為11月的23.5毫米。由於水里鄉週圍有多座山坡地圍繞，因此風速相對較小，其年平均風速每秒約0.85公尺:48－49。

### 人口
水里鄉在1950年成立時，人口有13,037人:94。其後大致上呈現逐年增加，1955年時達到2萬人，到了1967年時更達到3萬人:94－96。1972年，水里鄉人口達到33,172人，是歷年人口最高值:96。此後人口逐年負成長，至2004年為止，已下降到21,837人:96－98。由於該鄉在就業機制、就學文教、交通建設等方面不足，加上農耕市場不穩定、農村人口老化等因素，是水里鄉人口外流的原因:101。
根據南投縣水里鄉戶政事務所統計，2024年底水里鄉戶數約7.1千戶，人口約1.6萬人。鄉內人口最多與最少的村分別是南光村與新山村，2024年底兩村人口分別為1,767人與205人；人口密度最高與最低的村分別是城中村與永興村，2024年底兩村人口密度分別約為每平方公里3,261人與每平方公里27人:101－102。水里鄉的人口老化與少子化問題嚴重，2024年底時，水里鄉人口中0至14歲人口佔比有7.94%，15至64歲人口佔比64.92%，65歲以上人口則佔比27.14%，是南投縣青壯年人口佔比最低的行政區。

## 政治

### 歷任鄉長
| 屆次 | 姓名   | 黨籍                  | 就任日期       | 卸任日期       | 備註 |
| 1    | 楊來   |                       | 1951年8月1日   | 1953年7月31日  |      |
| 2    | 賴環   |                       | 1953年8月1日   | 1956年7月31日  |      |
| 3    | 林阿喜 |                       | 1956年8月1日   | 1959年12月31日 |      |
| 4    | 賴宗田 |                       | 1960年1月1日   | 1964年2月28日  |      |
| 5    | 陳壽墩 |                       | 1964年3月1日   | 1968年2月28日  |      |
| 6    | 劉森斌 |                       | 1968年3月1日   | 1973年3月31日  |      |
| 7    | 陳春東 |                       | 1973年4月1日   | 1977年12月29日 |      |
| 8    | 陳春東 |                       | 1977年12月30日 | 1982年2月28日  |      |
| 9    | 賴錦坤 |                       | 1982年3月1日   | 1986年2月28日  |      |
| 10   | 賴錦坤 |                       | 1986年3月1日   | 1990年2月28日  |      |
| 11   | 吉田   |                       | 1990年3月1日   | 1994年2月28日  |      |
| 12   | 吉田   |                       | 1994年3月1日   | 1998年2月28日  |      |
| 13   | 詹登雲 | 中國國民黨            | 1998年3月1日   | 2002年2月28日  |      |
| 14   | 詹登雲 | 中國國民黨            | 2002年3月1日   | 2006年2月28日  |      |
| 15   | 徐香玲 | 無黨籍                | 2006年3月1日   | 2010年2月28日  |      |
| 16   | 江龍漢 | 無黨籍                | 2010年3月1日   | 2014年12月24日 |      |
| 17   | 陳癸佑 | 無黨籍                | 2014年12月25日 | 2018年12月24日 |      |
| 18   | 陳癸佑 | 無黨籍 · → 民主進步黨 | 2018年12月25日 | 2022年12月24日 |      |
| 19   | 葉銘豐 | 無黨籍                | 2022年12月25日 | 2026年12月24日 | 現任 |

資料來源：水里鄉志:162:172－173、續修南投縣志

### 鄉政組織

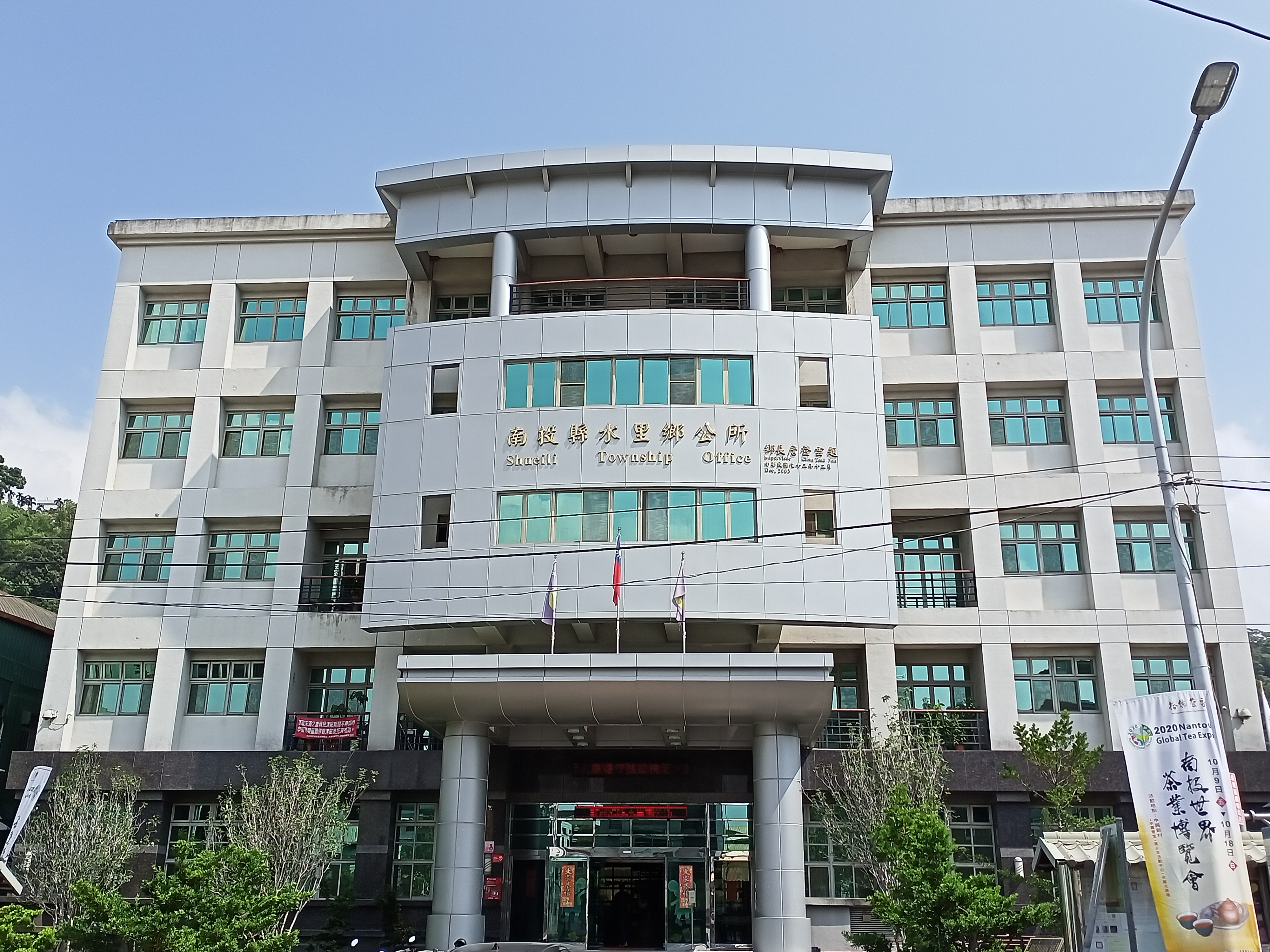
水里鄉公所

水里鄉公所是水里鄉最高層級的地方行政機關，在中華民國政府架構中為鄉自治的行政機關，同時負責執行縣政府及中央機關委辦事項，水里鄉的自治監督機關為南投縣政府。鄉長由全體鄉民直接選舉產生，任期為四年，可連選連任一次。水里鄉公所並置鄉政會議，為鄉政最高決策機構，在鄉長之下，設有5課3室等8個內部單位及5個附屬機關。
水里鄉民代表會是水里鄉的最高民意機關，代表水里鄉全體鄉民立法和監察鄉政。鄉民代表由公民直選選出，任期為四年，可連選連任。水里鄉民代表會共有11位鄉民代表，分別為第一選區4席鄉民代表、第二選區5席鄉民代表、第三選區1席鄉民代表、第四選區1席鄉民代表，主席、副主席由11位鄉民代表互選產生。

### 行政區

1 新興村，2 車埕村，3 水里村，4 新城村，5 農富村，6 城中村，7 中央村，8 北埔村，9 南光村，10 玉峰村，11 永豐村，12 鉅工村，13 頂崁村，14 民和村，15 永興村，16 興隆村，17 新山村，18 郡坑村，19 上安村

現今水里鄉行政範圍的確立，來自於1955年實施的行政區域調整，將原屬鹿谷鄉的永豐村與永興村劃入水裡鄉，前者由於與當時水裡鄉原有的永豐村同名，故改名為玉峰村，後者劃入水裡鄉的同時並劃分為永興村與興隆村兩村。1966年，水裡鄉改名水里鄉:170。

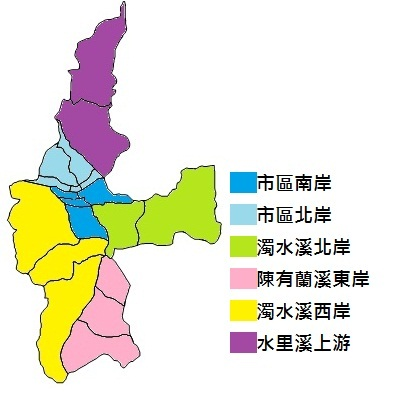
水里鄉分區簡圖

水里鄉的行政區劃共轄19村210鄰，依照聚落間關係以及濁水溪、水里溪、陳有蘭溪等三個水系可分為多個分區，其行政區域分布情形為：
| 次分區       | 次分區       | 村名   | 村名   | 村名   | 村名   | 村名   |
| ------------ | ------------ | ------ | ------ | ------ | ------ | ------ |
| 市區         | 南岸         | 鉅工村 | 永豐村 | 北埔村 | 南光村 |        |
| 市區         | 北岸         | 新城村 | 城中村 | 中央村 | 水里村 | 農富村 |
| 濁水溪北岸   | 濁水溪北岸   | 頂崁村 | 民和村 |        |        |        |
| 陳有蘭溪東岸 | 陳有蘭溪東岸 | 新山村 | 郡坑村 | 上安村 |        |        |
| 濁水溪西岸   | 濁水溪西岸   | 玉峰村 | 永興村 | 興隆村 |        |        |
| 水里溪上游   | 水里溪上游   | 車埕村 | 新興村 |        |        |        |

## 區域中心
水里鄉是南投縣內的核心鄉鎮之一，也是濁水溪上游的區域中心，以水里鄉為中心的水里地方生活圈包含了水里鄉、集集鎮、信義鄉及鹿谷鄉，其中鹿谷鄉部份以清水溝地區與水里地區關係較為密切，水里生活圈尚擴及魚池鄉部分村鄰。
水里鄉提供了濁水溪上游地區較高的行政辦公服務，如地政事務所、南投縣政府水里地區服務中心等單位。加上較多種類的商業金融機能，如連鎖超市、銀行，水里鄉常是商家進入濁水溪上游的第一個據點。
在交通方面，水里鄉有著交通匯集點的特性，台16線與台21線、縣道131號都在靠近水里市區交會，而有公路中心之便，集集線鐵路上的水里站身處集集站、車埕站兩個以觀光為導向的車站中間點，配合便於通往東埔、日月潭等景點，也使水里有著旅遊中繼站的定位。水里鄉內的「國立水里高級商工職業學校」是水里地區唯一高級中等學校，因此在教育方面水里鄉也有較廣的服務性。

## 商業

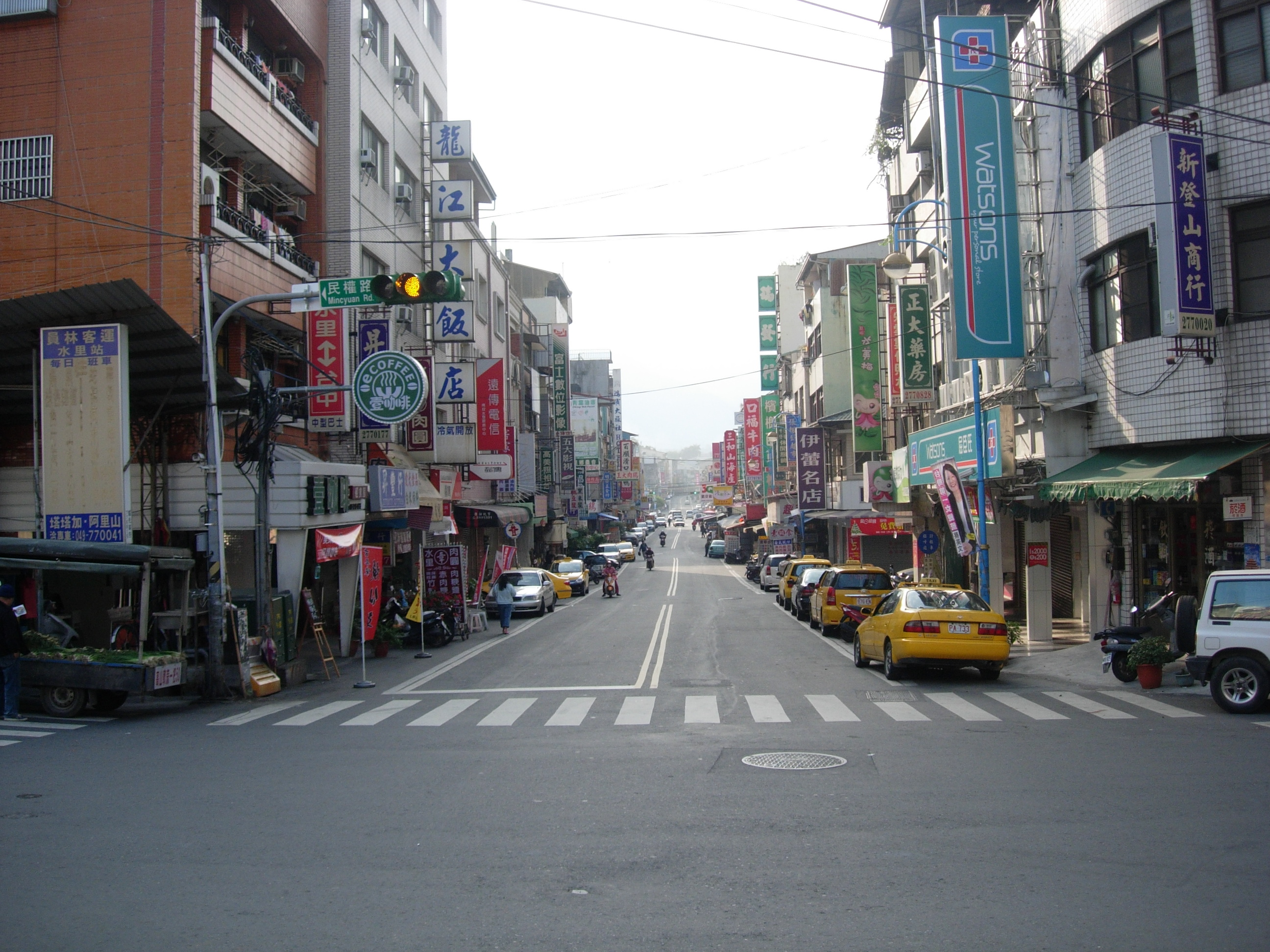
水里站前商圈

- 水里的交通線係以水里街為核心，區域之間並無網線可供連絡，因而形成彼此聯絡不便，並且促使城內居民或是物產向水里街輻輳的現象[26]。
- 第三級產業是水里鄉的發展中軸，水里都市計畫的商業區是南投縣內各都市計畫中所占比例最多的一個都市計畫[25]。
- 市中心如水裡、新城、中央、北埔，是於民國39年（1950年）水里鄉劃出集集鎮管轄，另立成鄉時的十二個村中最為熱鬧的四個村落，在日治明治時期即商店雲集，如經營木材、運輸、旅社、戲院、醫藥診所、助產士、酒樓、酒家、茶室等等，市街景象非常繁榮。[27]
- 目前水里商業主要分佈於市區內，商家沿中正路、民權路、民生路、中山路（台灣楓康超市、全聯福利中心）、自由街而設，商家種類眾多。
- 火車站前的水里市場商圈是民族路、太平街、市場街所構成，提供水里居民日常生活所需，食、衣、住、行、育、樂等需求皆可提供。
- 車埕商街除了早期因林業發展形成，新興的觀光產業更為車埕商圈注入新的活力，林班道商街的設立，使車埕商圈除了商業活動，更多了教學與觀光體驗的機會。

## 教育

### 高級中等學校
- 國立水里高級商工職業學校

### 國民中學
- 南投縣立水里國民中學
- 南投縣立民和國民中學

### 國民小學
- 南投縣水里鄉水里國民小學
- 南投縣水里鄉新興國民小學
- 南投縣水里鄉永興國民小學
- 南投縣水里鄉郡坑國民小學
- 南投縣水里鄉民和國民小學
- 南投縣水里鄉成城國民小學
- 南投縣水里鄉新山國民小學(1951-2003)：南投縣水里鄉新山村香蕉巷3號
- 南投縣水里鄉興隆國民小學(1968-2009)：南投縣水里鄉興隆村林朋巷105號
- 南投縣水里鄉車埕國民小學(1955-2015)：南投縣水里鄉車埕村民權巷127號
- 南投縣水里鄉玉峰國民小學(1931-2016)：南投縣水里鄉玉峰村仁愛路3號

## 宗教
- 水里永豐宮
- 水里義民廟
- 水里天聖宮
- 水里虎爺廟
- 水里代天府

## 交通

### 鐵路
臺灣鐵路管理局
- 集集線：水里車站 - 車埕車站

### 公路
- 台16線
- 台21線：水里玉山線（玉山景觀公路）
- 縣道131號
- 縣道147號
- 投27線
- 投58線
- 投61線
  - 投61-1線

### 客運
水里鄉內有四家客運公司，行駛路線多以水里為端點站，分別從水里通往週邊的集集、信義、魚池、鹿谷等鄉鎮，水里做為信義鄉的門戶，是通往信義鄉兩大流域的起點，加上往集集、玉峰村（往鹿谷鄉瑞田村）、車埕、日月潭方向的路線，使以水里為端點的客運路線呈現放射狀結構。
- 豐榮客運

- 6288水里↔雙龍
- 6289水里↔日月潭↔埔里

- 總達客運

- 6322水里↔南崗↔台中
- 6333水里↔中興↔台中
- 6333A水里↔中二高↔台中
- 6333B水里↔高鐵台中站↔台中

- 南投客運

- 6667水里↔九族文化村↔埔里
- 6671車埕↔水里↔日月潭（台灣好行車埕線）
- 6801日月潭↔水里↔溪頭（與員林客運聯營）

- 員林客運

- 6702車埕↔水里↔員林
- 6718水里↔玉峰↔竹山
- 6718A水里↔玉峰↔茅埔↔竹山
- 6726水里↔集集↔竹山
- 6727水里↔新鄉
- 6728水里↔羅娜
- 6728A水里↔羅娜↔同富國中
- 6729魚池↔水里
- 6730信義↔水里
- 6731和社↔水里
- 6732東埔↔水里（台灣好行東埔線）
- 6733神木檢查哨↔水里
- 6734東埔↔水里↔集集（台灣好行東埔線）
- 6801日月潭↔水里↔溪頭（與南投客運聯營）

## 旅遊

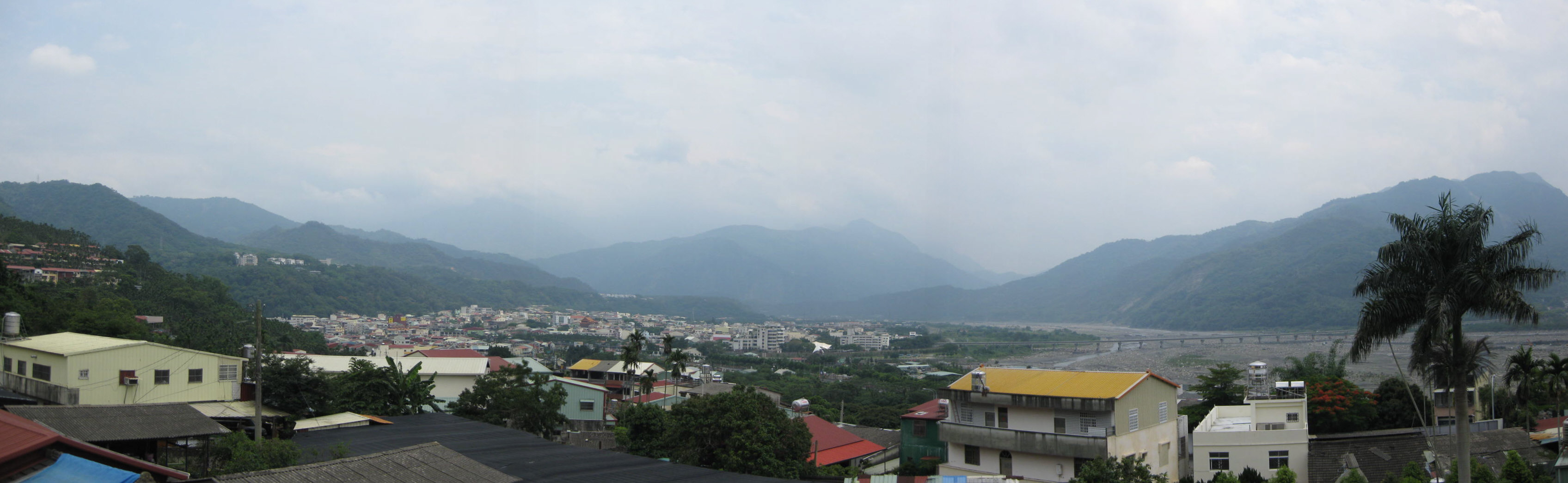
鳥瞰水里被周山環繞。圖右是濁水溪。

- 明潭水庫、明湖水庫
- 一線天
- 寧靜谷、仙鄉瀑布
- 石觀音
- 知坪瀑布
- 水里蛇窯
- 車埕雙土地公廟
- 車埕休閒園區
- 水里溪親水區及自行車道
- 濁水溪麒麟眼
- 郡坑村
- 雨社山聚落
- 益則坑
- 建安堂
- 水里虎爺廟
- 水里鵲橋
- 新高登山口紀念碑
- 永興大樟樹
- 玉峰村芒果神木

## 外部連結
- 水里鄉公所（繁體中文）（页面存档备份，存于）
- 南投縣水里鄉公所的Facebook專頁